# 7일간의 사랑
《7일간의 사랑》(영어: Man, Woman and Child)은 미국에서 제작된 딕 리처즈 감독의 1983년 드라마 영화이다. 마틴 신 등이 출연하였고, 엘모 윌리엄스 등이 제작에 참여하였다. 이 영화는 미국에서 1983년 4월 1일 파라마운트 픽처스에 의해 개봉되었다.

## 줄거리
로버트 벡위스는 예민하고 지적인 가장이다. 그는 오래전 짧은 불륜으로 장클로드 게랭이라는 아이를 낳았고, 그 아이의 갑작스러운 등장은 그의 행복한 삶을 위협한다. 로버트의 아내 쉴라는 강하고 사랑스러운 배우자이자 어머니로, 남편의 사생아라는 예상치 못한 등장으로 인해 깊은 사랑과 헌신이 한계에 다다른다.

## 출연진
- 마틴 신
- 블라이드 대너
- 크레이그 T. 넬슨
- 데이비드 헤밍스
- 나탈리 넬
- 모린 앤더먼
- 서배스천 덩건
- 알린 매킨타이어
- 미시 프랜시스
- 자크 프랑수아

## 기타 제작진
- 미술: 딘 에드워드 미츠너

## 우리말 녹음
SBS 성우진 (1991년 12월 21일)
- 김규식 - 밥 (마틴 신)
- 김정희 - 실라 (블라이드 대너)
- 이향숙 - 장클로드 (서배스천 덩건)
- 김정애 - 제시카 (알린 매킨타이어)
- 김수경 - 폴라 (미시 프랜시스)
- 황일청
- 이영주
- 김용식
- 김순선
- 송연희
- 정경애
- 정동열
- 유영환
- 최문자
- 이종혁
- 최병상